# Chemin de fer
Lo chemin de fer è un gioco molto simile al baccarà per quanto riguarda i punteggi e le carte utilizzate, sebbene se ne distacchi in termini di svolgimento del gioco.
È sostanzialmente un baccarà giocato a due, il banco contro il singolo giocatore, e ogni mano viene effettuata a turno tra ciascuno dei giocatori, ma sempre uno contro uno, e mai uno contro un numero illimitato di persone come avviene nel classico baccarà.
I giocatori, solitamente otto, e mai comunque più di dieci, si dispongono in cerchio lungo il tavolo; il senso di gioco è antiorario. Nel gioco non si usa il tappeto verde apposito per piazzare le puntate, come invece avviene nel baccarat, e a differenza di quest'ultimo non si può partecipare al gioco se si è in piedi, solo da seduti. Un giocatore usualmente fa il banco e il giocatore dopo di lui fa lo sfidante (punta). Il banco passa da un giocatore all'altro quando colui che lo possiede perde il colpo.

## Regole del gioco
1. Si gioca con 6 mazzi di 52 carte ciascuno, detto in gergo "taglia". Si usano carte apposite, le stesse usate per il baccarà classico; i dorsi delle carte devono avere colori diversi tra loro e preferibilmente monocromatici. Si mescolano bene i mazzi e si collocano nel sabot.
2. Chi ha il banco mette innanzitutto la cifra che vuole giocare vicino al sabot, e il giocatore che prende le carte può scommetterla interamente (chiamando banco) o parzialmente (chiamando tavolo se scommette la metà del banco), lasciando agli altri giocatori la possibilità di scommettere finché la cifra decisa dal banco viene raggiunta (copertura del banco). Nel caso in cui vi siano delle scommesse parziali, un giocatore può decidere, a sua discrezione, di battere il banco, ovvero giocare l'intera cifra proposta dal banco; in tal caso i giocatori che hanno effettuato scommesse parziali devono ritirare le proprie scommesse. A discrezione della punta che ha chiamato "banco", si possono "rispettare" le puntate degli altri giocatori (il giocatore dice: banco e rispetto). Se due giocatori vogliono 'battere' il banco, ha la precedenza colui che precede nel turno in senso antiorario ed eventualmente il giocatore soccombente detto anche ferito (banco suivi).
3. Il banco distribuisce in totale (alternativamente) due carte all'avversario e due carte a sé.
4. L'avversario (detto punta) può chiamare, ovvero chiedere un'altra carta, oppure stare, ovvero non volerne altre; allo stesso modo può procedere, successivamente, il banco. Come nel baccarà bisogna abbattere con 8 o 9. In questo caso il gioco si ferma e non si chiama la terza carta. Il punteggio si calcola sommando il valore delle carte tenendo presente che le decine non vengono computate e quindi non si "sballa" mai. Per esempio se si hanno un 10 e un 9 il punteggio è 9. Con due 9 il punteggio è 8 [(9+9)-10=8], con un 9, un 2 e una figura il punteggio è 1 [(9+2+10)-20=1]. Nel caso punta e banco raggiungano lo stesso punteggio, la mano si rifà.
5. Se vince lo sfidante, allora l'ammontare del banco spetterà a lui, continuando il senso di gioco; se vince il banco, questi può:
  - continuare a giocare, lasciando la posta (che è raddoppiata rispetto al turno precedente detratta la cagnotte)
  - dimezzare la posta, solo entro il 3º turno (la terza vincita consecutiva). Questa possibilità non è ammessa in tutte le Case da gioco.
  - dichiarare "c'è un seguito", ovvero ritirarsi e trattenere per sé l'ammontare del banco accumulato fino a quel momento (potendo scegliere di ritirarsi in ogni momento); in tal caso il banco viene messo all'asta e il senso del gioco diventa orario a partire da chi ha vinto il banco all'asta.
6. Se un banco ottenuto tramite l'asta perde, il turno ricomincia dal giocatore a destra del giocatore che si era ritirato in origine (mano regolare).
7. la Casa da gioco, ad ogni mano vinta dal banco, si trattiene una percentuale detta "cagnotte" (di solito il 5%).